# 信用保险
信用保险是以信用风险作为保险标的，保险人对被保证人的作为或不作为致使权利人遭受损失负赔偿责任的保险。
貿易信用保險可為您12個月內到期的應收帳款提供保障，以確保現金流穩健。出口信用保險公司會追蹤您客戶的財務狀況並向您提供相關資訊，以助您安心進行貿易。如果客戶出現破產或拖欠的情況時，出口信用保險公司將支付當初售出的商品或服務對應的理賠額。

## 简介
信用保险是保险人根据权利人的请求担保义务人(被保证人)信用的保险。由权利人投保义务人的信用风险。
典型的例子是出口信用保险，出口商（权利人、被保险人、投保人）向保险人（出口信用保险公司）投保进口商（担保义务人、被保证人）能否按期支付货款的信用风险。
信用保险的承保风险比较大。所以大部分国家把出口信用保险列为政策性保险，由政府设立专门的政策性保险机构经营。如安聯期下之信用保險機構裕利安宜(Euler Hermes)、中国出口信用保险公司、香港出口信用保险局、日本出口和投资保险组织、法商科法斯集團（COFACE）、台湾的中國輸出入銀行、印度出口信用担保公司、俄罗斯出口信用保险和投资署、英国出口融资部（英国出口信用担保局）、美国进出口银行、捷克出口担保和保险公司(egap)、芬兰担保委员会(FINNVERA)、匈牙利出口担保公司（MEHIB）、波兰出口信用保险公司、葡萄牙信用保险公司、荷兰出口信用保险局。

## 受保及理賠模式
貿易信用保險（有時亦稱為”應收帳款保險”）與傳統意義上的“保險”不同。
這是一種合作夥伴關係，可提供世界頂尖的知識和數據來增強您的交易決策，並在出現意外的客戶未付款項時提供退款保證。
選擇貿易信用保險的企業將受益於在國內外的安全銷售擴展到新客戶。貿易信用保險某程度上還可以助企業更易獲得營運資金，同時降低整體風險。

## 受保及理賠程序
1) 客戶財務健康狀況 - 保險公司會針對您客戶的信譽及財務穩健度進行分析。 
2) 計算信用額度 - 我們會針對每位客戶計算其對應的信用額度；當某客戶無力清償時，此額度將是保險公司理賠金額的最高上限。
3) 照常運作 - 在風險的保障範圍內，您能按照業務意願持續與現有客戶進行貿易。
4) 更新貿易限額 - 我們會在情勢變動導致貿易限額出現漲跌時，向您匯報限額發生的任何調整。  
5) 業務拓展 - 您可透過保險公司來檢查潛在新客戶的信譽，而我們不僅會確認您的合作協議，在我們無法提供服務時也會說明其原因。 
6) 申請理賠 - 一旦客戶出現無力償還的情況時，您應向我們提供完整的相關資訊。在深入調查並確認符合保單條款後，我們會向您支付理賠金。